# Hoopte
Hoopte (en baix alemany Hoopt) és un poble del municipi de Winsen an der Luhe al districte d'Harburg a Baixa Saxònia a Alemanya. El 2011 tenia 853 habitants. Fins a la reorganització administrativa del 1972 i la fusió amb Winsen era un municipi independent. És un poble estirat que quasi només té un carrer, l’Elbdeich (dic de l'Elba) des de Fliegenberg cap a l'aiguabarreig de l'Ilmenau a l'Elba, a la frontera amb Stöckte, on hi ha un petit port. Terra endins es troben els camps de conreu al maresme desguassat per una xarxa densa de wetterns.
El primer esment escrit data de 1291. A l'edat mitjana hi havia un gual a l'Elba cap als Vierlande on la ciutat d'Hamburg tenia un magatzem de duana (=Tollenspiecker). Aquest gual, predecessor de l'actual transbordador tenia un paper important a l'Ossenweg, una ruta comercial entre Jutlàndia i l'actual Baixa Saxònia. La principal activitat econòmica és l'agricultura, unes especialitats són espàrrecs i maduixes.
Punts d'interès
- La resclosa antimarejada a la desembocadura de l'Ilmenau a la frontera amb Stöckte
- És el punt final (o inicial) de la ruta ciclista de l'Ilmenau (Ilmenauradweg) d'uns 125 quilòmetres d'Hoopte cap a Bad Bodenteich[5]
- El pont transbordador Hoopte-Tollenspiecker (Kirchwerder)
- A la temporada adient, els diners amb stint, l'Osmerus eperlanus, una espècie de peix de riu de la família dels osmèrids típica de l'Elba i gastronòmicament molt estimat.[6]

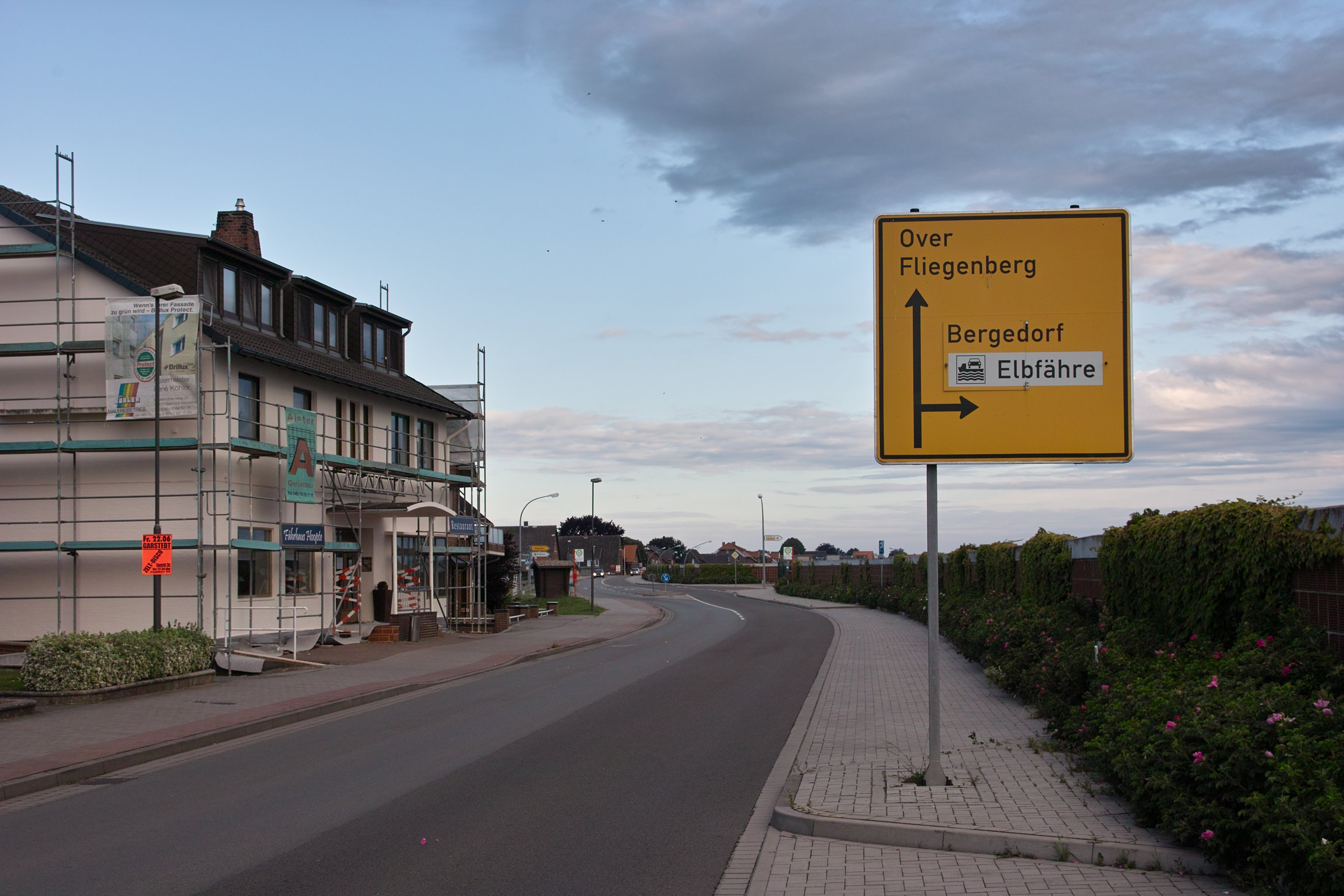
El carrer Elbdeich
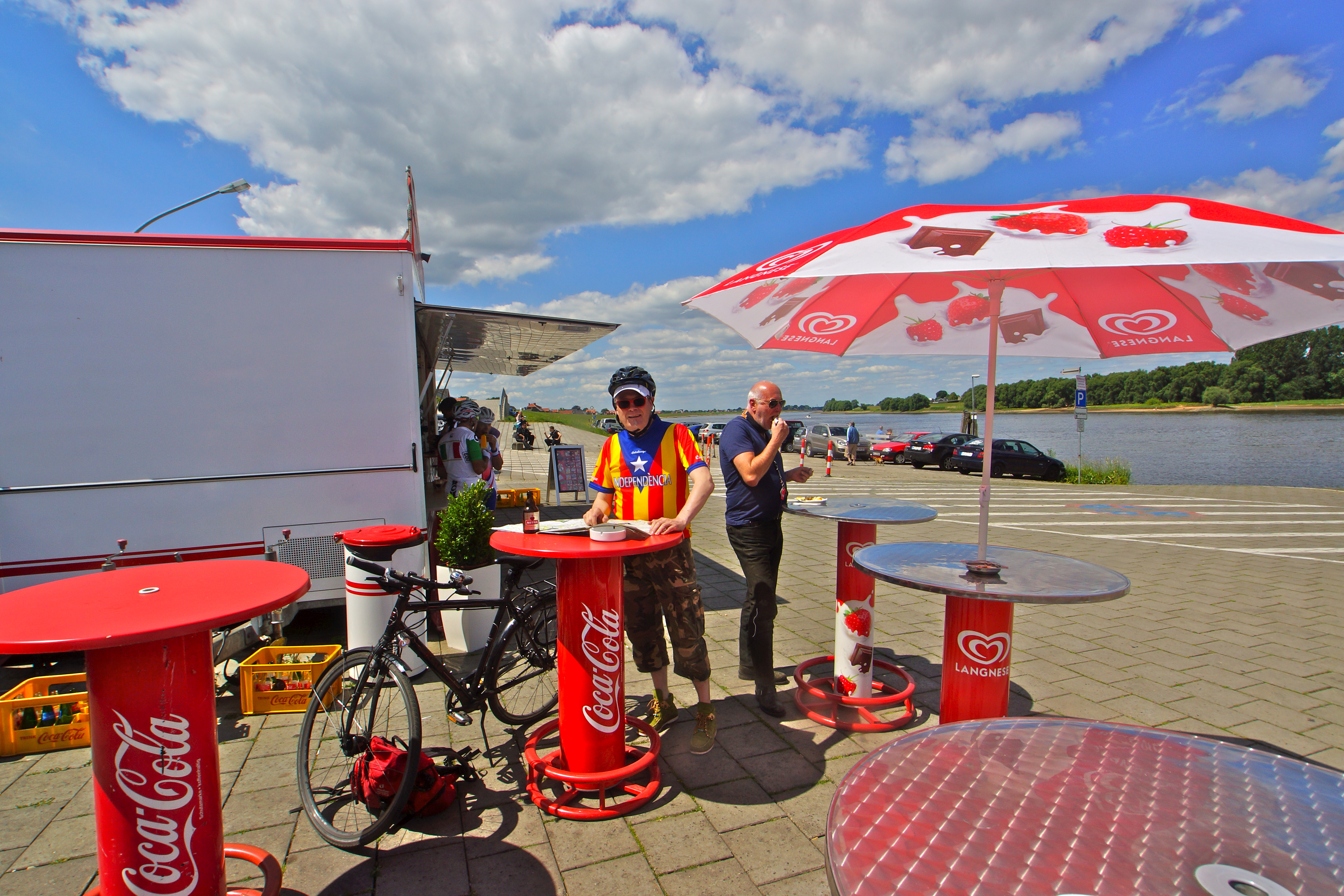
L'embarcador del transbordador amb estelada